# پریش آکادیویل، نیوبرانزویک
پریش آکادیویل، نیوبرانزویک (به انگلیسی: Acadieville Parish, New Brunswick) یک سکونتگاه مسکونی در کانادا است که در نیوبرانزویک واقع شده‌است.

## خصوصیات
پریش آکادیویل ۸۲۶ نفر جمعیت دارد.